# Д-260
Д-260 —рядный шестицилиндровый четырёхтактный турбированный дизельный двигатель производства Минского моторного завода. Выпускается с 1995 года.

## Технические характеристики
- Объем цилиндров 7,12 литров.
- Мощность 114 кВт/155 лошадиных сил.
- Номинальная частота вращения коленчатого вала 2100 оборотов в минуту.

## Применение
Устанавливается на тракторы Беларус-1221, а также на комбайны, автобусы МАЗ, погрузчики, дорожно-строительную технику.
Устанавливается на гусеничный трактор ВТК-90 ТГ 3 тягового класса в комплектации Д260.8S2-850. Данная комплектация была дефорсирована до 98 л.с. по техническому заданию Волгоградской Тракторной Компании.